# Lantrativka, Ohtîrka
Lantrativka (în ucraineană Лантратівка) este localitatea de reședință a comunei Lantrativka din raionul Ohtîrka, regiunea Sumî, Ucraina.

## Demografie
Componența lingvistică a localității Lantrativka
     Ucraineană (98,63%)
     Rusă (1,37%)
Conform recensământului din 2001, majoritatea populației localității Lantrativka era vorbitoare de ucraineană (98,63%), existând în minoritate și vorbitori de rusă (1,37%).